# Bilîi Bereh, Malîn
Bilîi Bereh (în ucraineană Білий Берег) este un sat în comuna Liubovîci din raionul Malîn, regiunea Jîtomîr, Ucraina.

## Demografie
Componența lingvistică a localității Bilîi Bereh
     Ucraineană (94,59%)
     Rusă (5,41%)
Conform recensământului din 2001, majoritatea populației localității Bilîi Bereh era vorbitoare de ucraineană (94,59%), existând în minoritate și vorbitori de rusă (5,41%).

## Legături externe
- pl Białybrzeg în Dicționarul geografic al Regatului Poloniei și al altor țări slave, volum I (Aa — Dereneczna) anul 1880

- pl Biały brzeg în Dicționarul geografic al Regatului Poloniei și al altor țări slave, volum XV, p. 2 (Januszpol — Wola Justowska)1902